# Arkansas Mountain AVA
Das Arkansas Mountain AVA ist ein Weinbaugebiet, das seit dem 26. September 1986 durch das Bureau of Alcohol, Tobacco, Firearms and Explosives im US-Bundesstaat Arkansas ausgewiesen ist. Der Name dient ebenfalls als Herkunftsbezeichnung für die dort erzeugten Weine.  

## Lage
Die Rebflächen verteilen sich dabei auf die Verwaltungsbezirke Pope County, Madison County und Crawford County  im Nord-Westen von Arkansas.
Das Arkansas Mountain AVA ist dabei ein Bestandteil des Anbaugebiets Ozark Mountains, das bundesstaatenübergreifend definiert wurde und neben Flächen in Arkansas auch in den Staaten Missouri und Oklahoma über Rebflächen verfügt.
Mit der definierten Fläche von 1.165.000 Hektar handelt es sich beim Arkansas Mountain AVA im Jahr 2008 die neuntgrößte Anbaufläche innerhalb der Vereinigten Staaten. Trotz der gewaltigen Größe des Gebiets wird kaum Weinbau betrieben.
Eine Unterregion der Arkansas Mountain AVA ist das Altus AVA.